# 貴乃浪貞博
貴乃浪貞博（1971年10月27日—2015年6月20日），本名浪岡貞博，日本青森縣三澤市出身的前大相撲力士，所屬相撲部屋是二子山部屋(入門時是藤島部屋、引退時是貴乃花部屋），身高196cm、體重175kg、血型O型。
他在1987年開始專業相撲生涯，1994年-2000年是東大關，曾先後降級和復歸，在2000年降回關脇，在2004年引退，出任貴乃花部屋教練(音羽山親方)和相撲評述員。
在2014年確診患上胃癌，2015年6月20日早上因急性心臟衰竭去世，享年43歳。